# Aziz Ben Askar
Aziz Ben Askar (Château-Gontier, 30 marzo 1976) è un allenatore di calcio ed ex calciatore francese naturalizzato marocchino, di ruolo difensore.

## Caratteristiche tecniche
Giocava come difensore centrale.

## Palmarès

### Club

#### Competizioni nazionali
- Coppa dell'Emiro del Qatar: 1

Umm-Salal: 2008
- Coppa dello Sceicco Jassem: 1

Umm-Salal: 2009